# Salora Manager
Salora Manager (Manager) је кућни рачунар фирме Salora који је почео да се производи у Финској током 1983. године.
Користио је 6502 A микропроцесорску јединицу а RAM меморија рачунара је имала капацитет од 32 kb (до 64 kb). 

## Детаљни подаци
Детаљнији подаци о рачунару Manager су дати у табели испод.
|                       |                                                                         |
| [ 1 ]                 |                                                                         |
| Произвођач            |                                                                         |
| Тип                   | кућни рачунар                                                           |
| Меморија              | 32 (до 64 )                                                             |
| Поријекло             | Финска                                                                  |
| Година                | 1983                                                                    |
| Тастатура             | QWERTY, 49 тастера у стилу писаће машине, укључујући скандинавска слова |
| Процесор              |                                                                         |
| Фреквенција процесора | 2                                                                       |
| RAM                   | 32 (до 64 )                                                             |
| ROM                   | 16                                                                      |
| Текст                 | 36 знакова x 24 линије                                                  |
| Графика               | 256 x 192 тачака                                                        |
| Боја                  | 16                                                                      |
| Звук                  | 4 гласа (3 глас канала + 1 канал шума)                                  |
| Димензије             | 29 x 17 x 4 / 800 грама                                                 |
| Портови               |                                                                         |
| Оперативни систем     |                                                                         |